# Сухой Ракит
Сухой Ракит — село в Благовещенском районе Алтайского края. Входит в состав Благовещенского поссовета.

## История
Основано в 1912 году. В 1928 г. посёлок Сухой Ракит состоял из 106 хозяйств, основное население — русские. Центр Сухоракитского сельсовета Благовещенского района Славгородского округа Сибирского края.

## Население
| 1997 | 1998 | 1999 | 2000 | 2001 | 2002 | 2003 |
| ---- | ---- | ---- | ---- | ---- | ---- | ---- |
| 153  | ↗161 | ↘147 | ↘145 | ↗154 | ↘138 | ↘129 |
| 2004 | 2005 | 2006 | 2007 | 2008 | 2009 | 2010 |
| ↘123 | ↘120 | ↗137 | ↘123 | ↘118 | ↘117 | ↘100 |
| 2011 | 2012 | 2013 | 2014 | 2015 | 2016 | 2021 |
| ↘97  | ↘94  | ↘77  | ↘72  | ↘66  | ↘60  | ↗76  |